# Ruben Lee
Rubén García González  (nacido el 2 de agosto de 1989 en Málaga,España) es un peleador de kickboxing, muay thai y sanda profesional. En el año 2005 se inició en Sanda. En 2008 comenzó la competición en kick boxing, más tarde debutaría como un luchador profesional de K1 y Muay Thai.

## Títulos

### Profesional

#### Kickboxing
- 2022 Campeón del Mundo de k-1 ISKA -81kg (Reino Unido)
- 2020 Campeón de España k-1 FEKM -78kg
- 2015 Subcampeón del Mundo k-1 ISKA -75 kg (Francia)
- 2015 Campeón de Europa k-1 WKU -76kg
- 2012 Subcampeón de Europa Full Contact ISKA
- 2011 Campeón de España k-1 WKA  -76kg

#### Muay Thai
- 2018 campeón de España de Muay Thai FEKM
- 2014 Subcampeón de Europa Muay Thai WKU (Eslovaquia)
- 2014 Campeón del Torneo Internacional de Muay Thai 75kg (Italia)
- 2014 Campeón del Torneo Cagemania Muay Thai -80kg

#### Sanda
- 2019 Campeón Internacional de Sanda IWUF Wushu Star (Rusia)
- 2019 Campeón de España de Sanda CEWK
- 2010 Subcampeón Internacional de Sanda IWUF -80kg (China)

### Amateur

#### Kickboxing
- 2019 Campeón de España de k-1 ISKA -81 kg
- 2019 Campeón de España de k-1 FEKM -81kg

#### Muay Thai
- 2013 Campeón de España Muay Thai CEKT -81kg
- 2012 Campeón de Andalucía Muay Thai FEK -81kg

#### Sanda
- 2013 Campeón de España de Sanda -80kg
- 2010 Campeón de Andalucía Sanda FEK amateur -80kg
- 2009 Campeón de Andalucía Sanda FEJU amateur -80kg

## Record Professional
| Record Professional Kickboxing | Record Professional Kickboxing | Record Professional Kickboxing | Record Professional Kickboxing | Record Professional Kickboxing | Record Professional Kickboxing | Record Professional Kickboxing | Record Professional Kickboxing | Record Professional Kickboxing |
| --- | ------------------------------ | ------------------------------ | ------------------------------ | ------------------------------ | ------------------------------ | ------------------------------ | ------------------------------ | ------------------------------ |
| 70 Victorias (17 (T)KO's, 53 Decisión), 19 Derrotas \| Resultado \| Rival \| \| Asalto \| Fecha \| Localidad \| \| --------- \| ---------------------- \| --- \| ------ \| ---------- \| ------------- \| \| Victoria \| Dennis Georgsson \| KO \| 3/5 \| 15/10/2022 \| Estepona \| \| Derrota \| Serdar Yigit Eroglu \| PTS \| 5/5 \| 08/10/2022 \| Dubái \| \| Victoria \| Kevin Ward \| KO \| 4/5 \| 23/07/2022 \| Rotherham \| \| Derrota \| Alexander Petrov \| PTS \| 3 \| 09/07/2022 \| Varna \| \| Victoria \| Lilian Porcireanu \| PTS \| 3 \| 11/06/2022 \| Algecíras \| \| Victoria \| Alberto Méndez \| PTS \| 5 \| 26/02/2022 \| Estepona \| \| Victoria \| Andrei Chekhonin \| PTS \| 3+1 \| 21/04/2021 \| Varna \| \| Victoria \| Víctor Garulo \| PTS \| 5 \| 26/02/2020 \| Marbella \| \| Victoria \| Mohamed Hamdi \| PTS \| 3 \| 03/08/2019 \| Marbella \| \| Victoria \| Jeronimo Sacasas Duque \| PTS \| 3 \| 06/07/2019 \| Melilla \| \| Nulo \| Artur Kyshenko \| PTS \| 1 \| 01/05/2019 \| Sichuan \| \| Nulo \| Raúl Tejedor \| - \| 1/3 \| 06/04/2019 \| Estepona \| \| Victoria \| Payak \| KO \| 2/5 \| 07/12/2018 \| Chaweng \| \| Derrota \| Alcorac Caballero \| PTS \| 3 \| 27/10/2018 \| Gran Canarias \| \| Victoria \| Víctor Garulo \| PTS \| 3 \| 29/09/2018 \| Valencia \| \| Derrota \| Mohamed Hamdi \| PTS \| 3 \| 04/08/2018 \| Marbella \| \| Victoria \| Gorca Arce \| KO \| 3/5 \| 07/04/2018 \| Marbella \| \| Victoria \| Francis Jorge Javier \| PTS \| 3 \| 24/02/2018 \| Estepona \| \| Victoria \| LIU DACHENG \| PTS \| 3 \| 29/10/2016 \| Marbella \| \| Derrota \| Artur Kyshenko \| PTS \| 3 \| 24/10/2015 \| Barcelona \| \| Victoria \| José Soto \| PTS \| 3 \| 04/10/2014 \| Estepona \| \| Victoria \| Gil Silva \| PTS \| 3 \| 19/09/2015 \| Benahávis \| \| Victoria \| Nayanesh Ayman \| PTS \| 3+1 \| 08/08/2015 \| Estepona \| \| Victoria \| Luca Migani \| PTS \| 3 \| 16/05/2015 \| Marbella \| \| Victoria \| Dan Balsemão \| KO \| 4/5 \| 07/03/2015 \| Benahavís \| \| Victoria \| Aydin Tuncay \| PTS \| 3 \| 6/12/2014 \| Italia \| \| Victoria \| Yasid Boussaha \| PTS \| 3 \| 6/12/2014 \| Italia \| \| Derrota \| Diogo Calado \| PTS \| 3 \| 22/02/2014 \| Málaga \| |                                |                                |                                |                                |                                |                                |                                |                                |
| Resultado | Rival                          |                                | Asalto                         | Fecha                          | Localidad                      |                                |                                |                                |
| Victoria | Dennis Georgsson               | KO                             | 3/5                            | 15/10/2022                     | Estepona                       |                                |                                |                                |
| Derrota | Serdar Yigit Eroglu            | PTS                            | 5/5                            | 08/10/2022                     | Dubái                          |                                |                                |                                |
| Victoria | Kevin Ward                     | KO                             | 4/5                            | 23/07/2022                     | Rotherham                      |                                |                                |                                |
| Derrota | Alexander Petrov               | PTS                            | 3                              | 09/07/2022                     | Varna                          |                                |                                |                                |
| Victoria | Lilian Porcireanu              | PTS                            | 3                              | 11/06/2022                     | Algecíras                      |                                |                                |                                |
| Victoria | Alberto Méndez                 | PTS                            | 5                              | 26/02/2022                     | Estepona                       |                                |                                |                                |
| Victoria | Andrei Chekhonin               | PTS                            | 3+1                            | 21/04/2021                     | Varna                          |                                |                                |                                |
| Victoria | Víctor Garulo                  | PTS                            | 5                              | 26/02/2020                     | Marbella                       |                                |                                |                                |
| Victoria | Mohamed Hamdi                  | PTS                            | 3                              | 03/08/2019                     | Marbella                       |                                |                                |                                |
| Victoria | Jeronimo Sacasas Duque         | PTS                            | 3                              | 06/07/2019                     | Melilla                        |                                |                                |                                |
| Nulo | Artur Kyshenko                 | PTS                            | 1                              | 01/05/2019                     | Sichuan                        |                                |                                |                                |
| Nulo | Raúl Tejedor                   | -                              | 1/3                            | 06/04/2019                     | Estepona                       |                                |                                |                                |
| Victoria | Payak                          | KO                             | 2/5                            | 07/12/2018                     | Chaweng                        |                                |                                |                                |
| Derrota | Alcorac Caballero              | PTS                            | 3                              | 27/10/2018                     | Gran Canarias                  |                                |                                |                                |
| Victoria | Víctor Garulo                  | PTS                            | 3                              | 29/09/2018                     | Valencia                       |                                |                                |                                |
| Derrota | Mohamed Hamdi                  | PTS                            | 3                              | 04/08/2018                     | Marbella                       |                                |                                |                                |
| Victoria | Gorca Arce                     | KO                             | 3/5                            | 07/04/2018                     | Marbella                       |                                |                                |                                |
| Victoria | Francis Jorge Javier           | PTS                            | 3                              | 24/02/2018                     | Estepona                       |                                |                                |                                |
| Victoria | LIU DACHENG                    | PTS                            | 3                              | 29/10/2016                     | Marbella                       |                                |                                |                                |
| Derrota | Artur Kyshenko                 | PTS                            | 3                              | 24/10/2015                     | Barcelona                      |                                |                                |                                |
| Victoria | José Soto                      | PTS                            | 3                              | 04/10/2014                     | Estepona                       |                                |                                |                                |
| Victoria | Gil Silva                      | PTS                            | 3                              | 19/09/2015                     | Benahávis                      |                                |                                |                                |
| Victoria | Nayanesh Ayman                 | PTS                            | 3+1                            | 08/08/2015                     | Estepona                       |                                |                                |                                |
| Victoria | Luca Migani                    | PTS                            | 3                              | 16/05/2015                     | Marbella                       |                                |                                |                                |
| Victoria | Dan Balsemão                   | KO                             | 4/5                            | 07/03/2015                     | Benahavís                      |                                |                                |                                |
| Victoria | Aydin Tuncay                   | PTS                            | 3                              | 6/12/2014                      | Italia                         |                                |                                |                                |
| Victoria | Yasid Boussaha                 | PTS                            | 3                              | 6/12/2014                      | Italia                         |                                |                                |                                |
| Derrota | Diogo Calado                   | PTS                            | 3                              | 22/02/2014                     | Málaga                         |                                |                                |                                |